# Dzieci gorszego boga (zespół muzyczny)
Dzieci gorszego boga – polski zespół crust punkowy złożony w 1997 roku w Lipsku nad Wisłą
Przez wszystkie lata istnienia trzon zespołu tworzyli Emil Piątek (Piętaszek) – bas, wokal i Łukasz Główka (Gufson) – gitara, wokal.

## Członkowie grupy
- Emil Piątek (Piętaszek)- bas, wokal
- Łukasz Główka (Gufson) – gitara, wokal
- Patrycja Gorgoń – perkusja (do 1999)
- Unga – perkusja (do 2001)
- Duszmen – perkusja (2001)
- Emil (Emsi)- perkusja (2001–2007)
- Siwy – bas (2001–2004)

## Dyskografia
- „Diablo Punk” (2002)
- „Religie zabijają” (2004)